# Bal du Rat mort
Ne doit pas être confondu avec Le Bal du rat mort ou Le Bal du Rat Mort -Album rock fusion du Groupe Komintern.

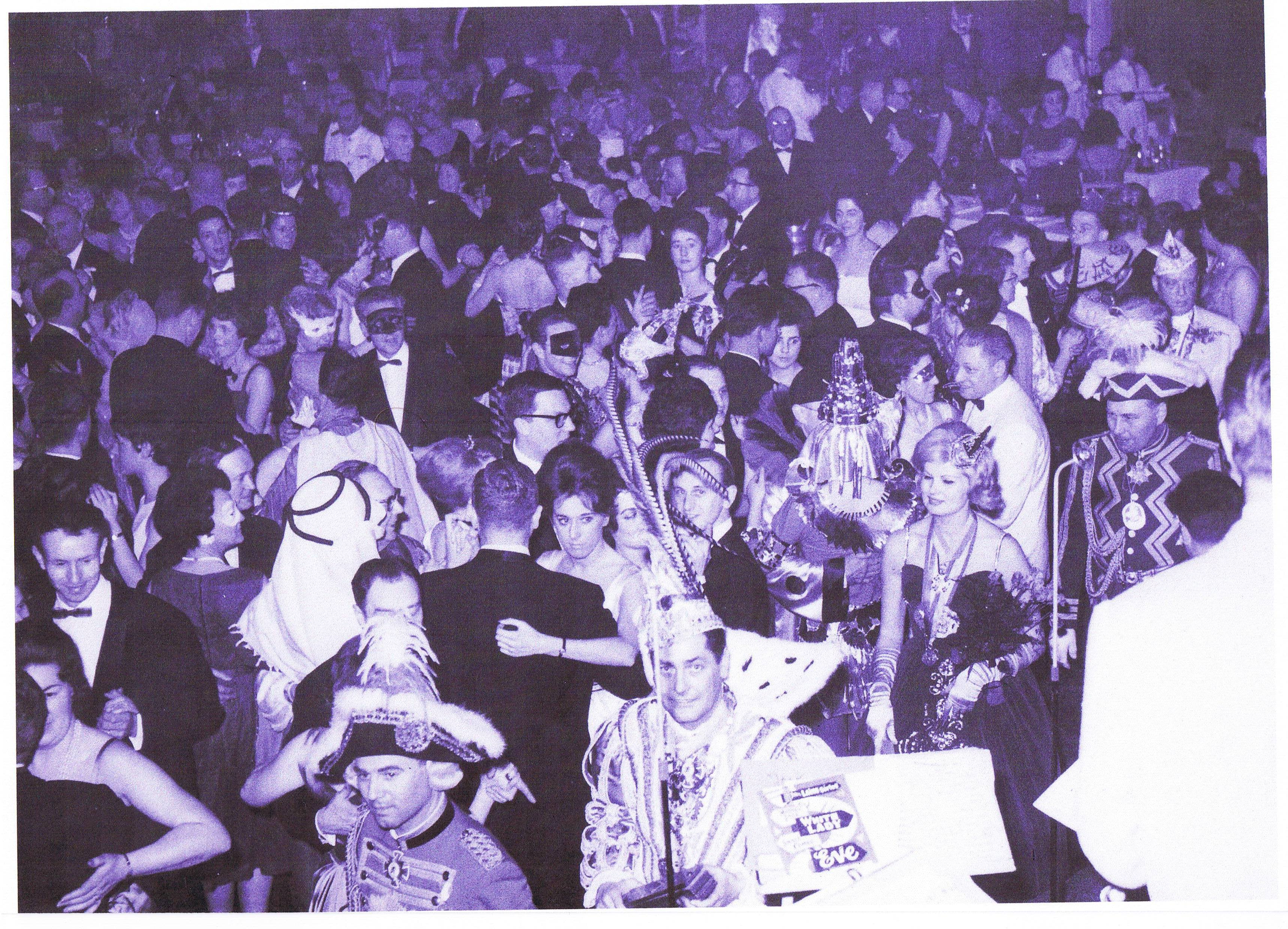
Le bal du Rat mort (1968)

Le Bal du Rat mort est un bal masqué et costumé  organisé annuellement à des fins philanthropiques à Ostende depuis 1898.

## Historique
En 1896, un groupe de seize joyeux ostendais, tous membre du Cercle Cœcilia, se rend à Paris dans le but de s'amuser follement. Le groupe est constitué d'Edgar Quinet, Firmin Pleyn, Gustave Cnudde, Léon Rinskopf, Arthur Cambier, Fré Deridder, Albert Ditte, Daniel Vancraeynest, Georges et Émile Bulcke, Emile Mathieu, Auguste Pede, George Daveluy et trois autres, James Ensor se joignant à eux un peu après.
La bande s'étant gaiement amusée dans la capitale française, particulièrement dans le quartier de Montmartre, après les cabarets Au Moulin rouge, Le Ciel et L'Enfer, ils débarquent au Rat Mort place Pigalle aux petites heures du matin. L'orchestre déjà parti, ce sont le pianiste et quelques danseuses qui assurèrent un épilogue inoubliable à cette folle nuit parisienne.

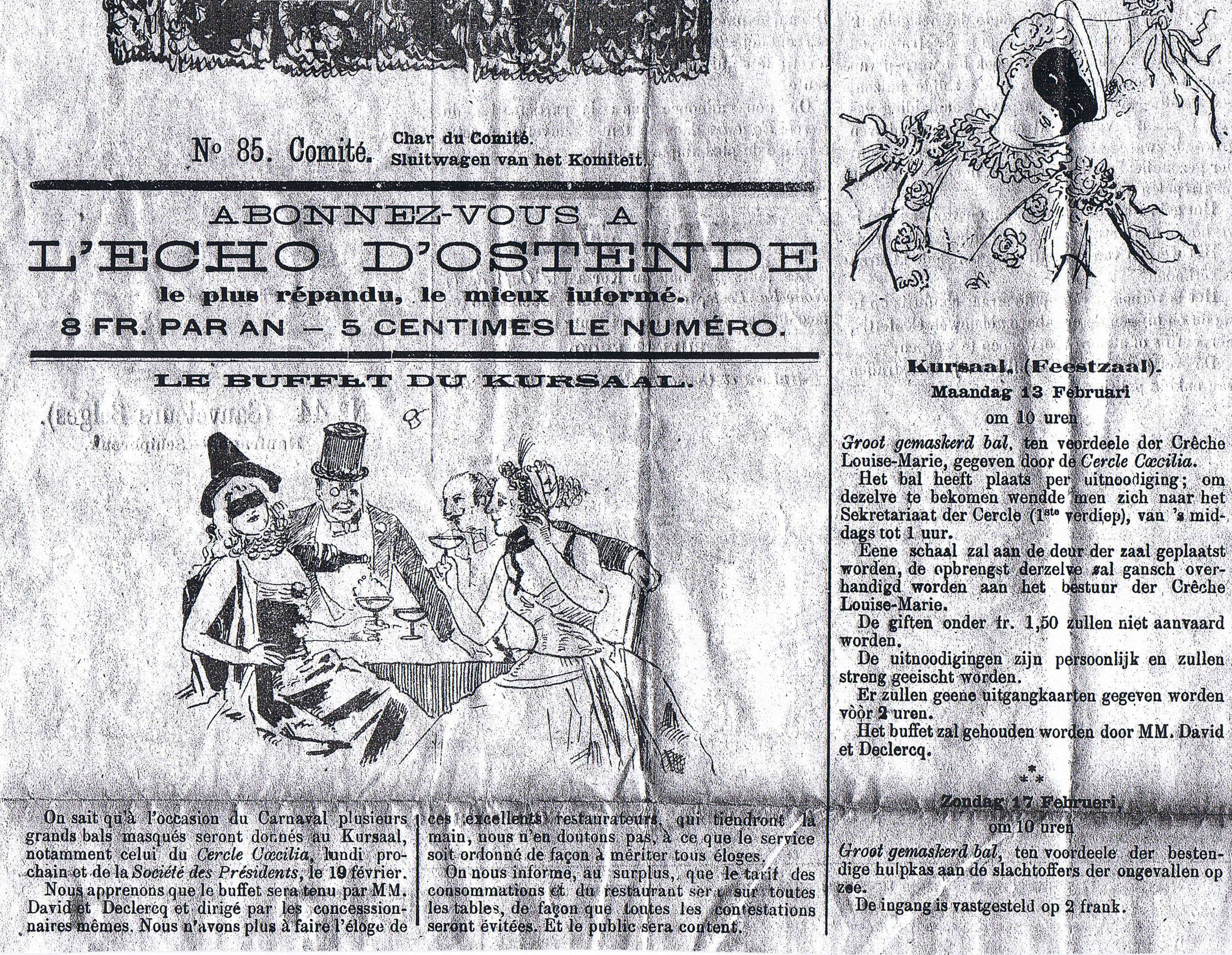
Annonce du premier Bal du Rat mort (1898)

Ces aventures leur ayant laissé une vive empreinte, les membres du Cercle, à l'instigation de James Ensor, décident d'organiser au Casino-Kursaal de la ville le 21 février 1898 un bal philanthropique auquel ils donnent le nom de Bal du Rat mort. Depuis, le bal a lieu chaque année, sauf en 2012 à la suite d'un désaccord entre les organisateurs. Point d’orgue du carnaval d’Ostende, le bal a un prolongement le lendemain par une autre festivité populaire, le « kloeffenworp » (traduction française : jet de sabots) où des bonbons en forme de sabots sont jetés à la foule du balcon du Feest- en Cultuurpaleis (Palais des fêtes et de la culture), situé sur la Wapenplein.

## Liens externes

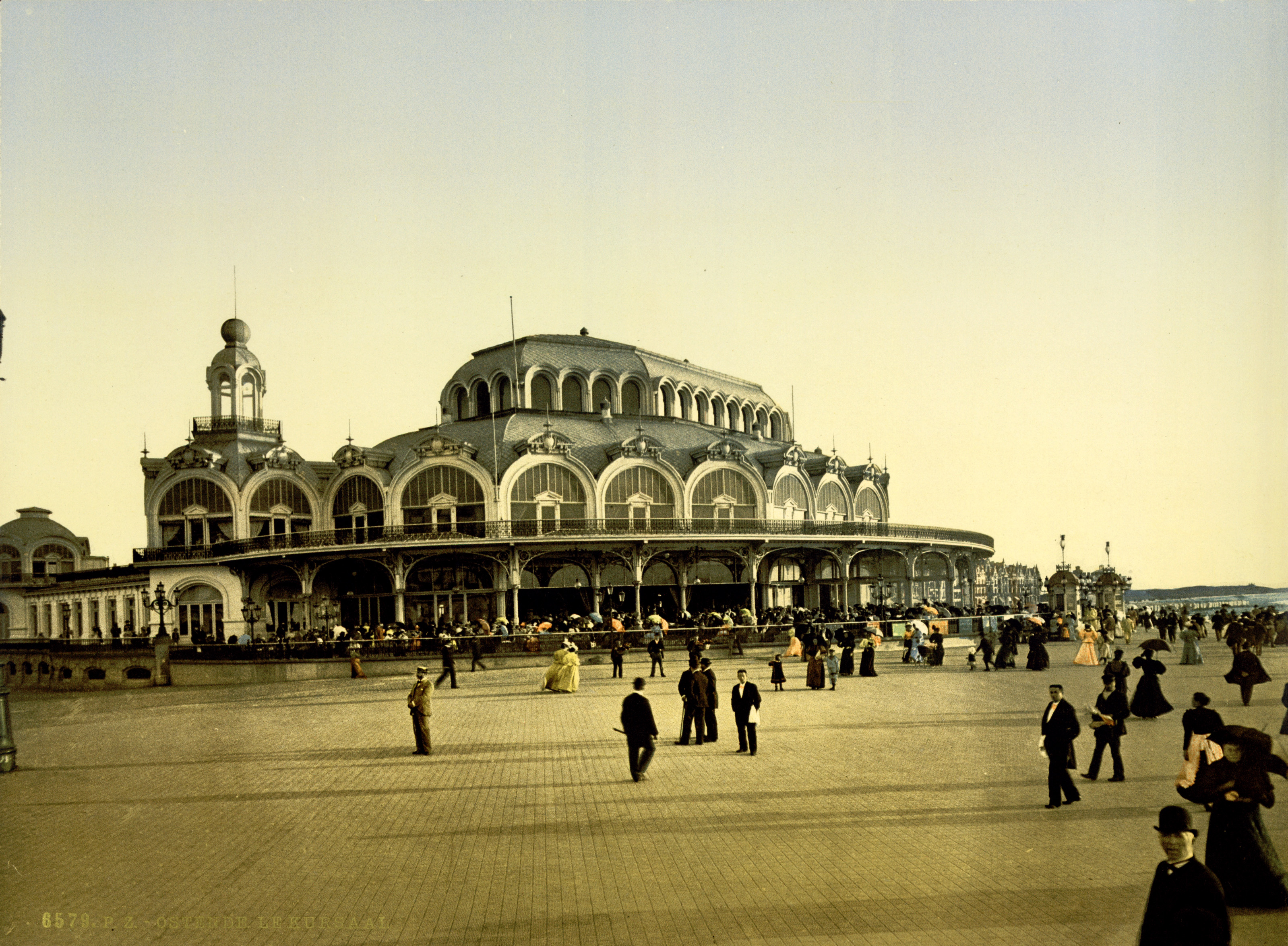
Le casino-kursaal d'Ostende vers 1895.